# Liste de sociétés secrètes
 (août 2015).
- Si vous ne connaissez pas le sujet, laissez ce bandeau (vous pouvez alors contacter les auteurs).
- Si vous supprimez le contenu mis en cause (vous pouvez préalablement contacter les auteurs),

argumentez précisément cette suppression dans la page de discussion
(un manque de référence n'est pas un argument ; une recherche réelle de référence doit avoir été effectuée, être formellement documentée).
Cette page contient une liste non exhaustive de sociétés secrètes. Les dates sont la première et la dernière mentions historiquement attestées de la société secrète.

## Sociétés secrètes existantes ou ayant existé

### Sociétés étudiante

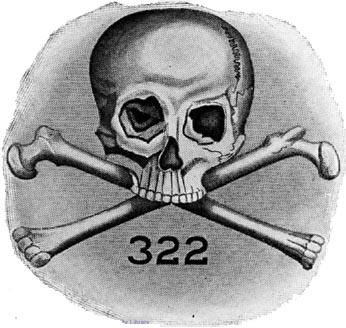
Emblème de la société Skull and Bones.

#### États-Unis
- Skull and Bones (Université Yale)
- Scroll and Key (Université Yale)

#### France
- Vandermonde (Conservatoire national des arts et métiers)[1],[2]
- Bande Noire (École nationale supérieure d'arts et métiers)
- Khômiss (École polytechnique)[3]

#### Royaume-Uni
- Cambridge Apostles (Université de Cambridge)
- Ordre hermétique de l'Aube dorée (William Wynn Westcott)

Ecosse
- Franc-maçonnerie

### Sociétés secrètes à but criminel

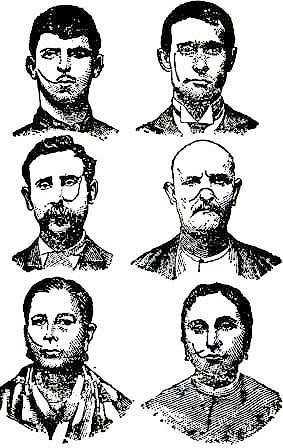
Camorristes à Naples, 1906.

- Les triades chinoises
- Les Yakuzas
- Les Thugs
- Les Aniotas
- La Cosa Nostra
- La Camorra
- La 'Ndrangheta
- La Sacra Corona Unita
- La Stidda
- Les cartels mexicains

### Sociétés secrètes à but terroriste
- Daech
- Al-Qaïda
- Armée républicaine irlandaise
- Gwenn ha Du (groupe armé)
- Front de libération de la Bretagne
- Action directe
- Fraction armée rouge
- Euskadi ta Askatasuna

### Sociétés pour l'autojustice
- Republican Action Against Drugs
- People Against Gangsterism and Drugs
- Sombra Negra
- Los Pepes
- ASALA Armée secrète arménienne de libération de l'Arménie

### Sociétés amicales
- Ordre des francs-jardiniers
- Odd Fellows
- Foresters Friendly Society

### Autres sociétés secrètes existantes

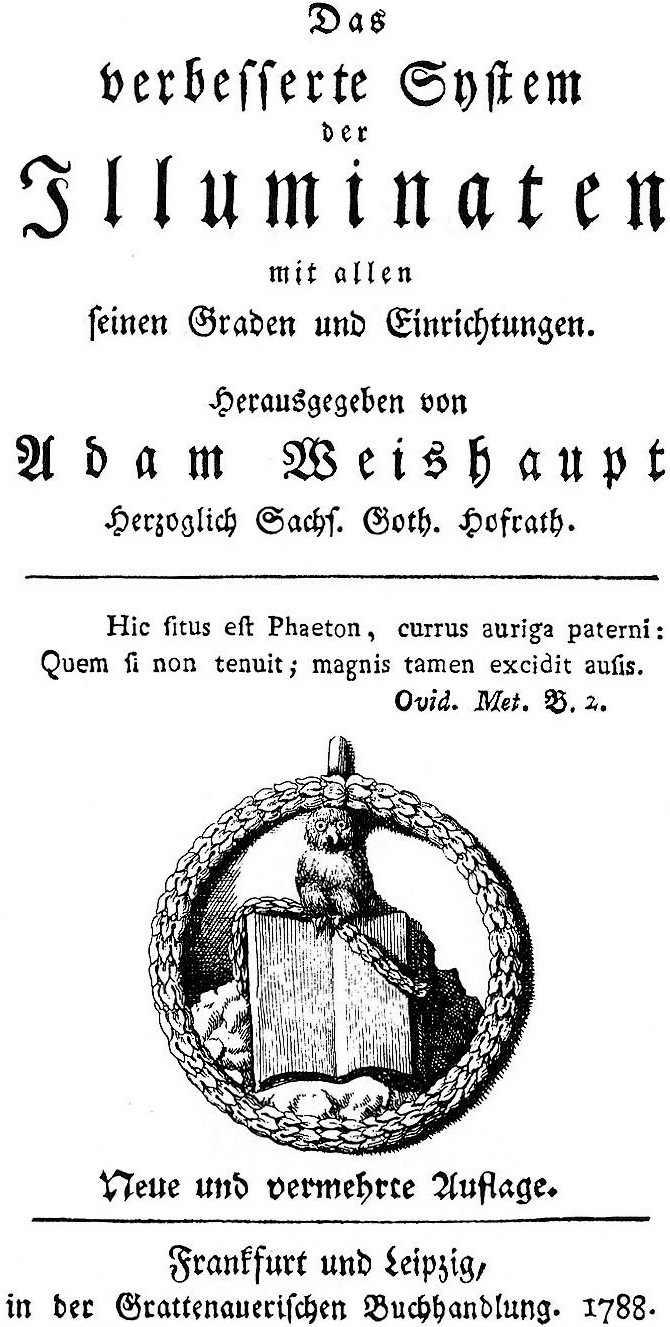
Symbole des Illuminés de Bavière, en 1776, avec la chouette de Minerve.

- La Confrérie (Membres et/ou fonctionnaires du gouvernement Belgique / France )

- Anthroposophie
- Broederbond
- Pro aris et focis
- Ching Pan
- Beati Paoli
- Carbonari
- Le Cercle, 1980, 1990
- Chevaliers de la Foi
- Chevaliers du travail
- Conspiration La Fayette
- Filikí Etería
- Fils de la Liberté
- Filles de la Liberté
- Francs-Créoles
- Gormogons
- Illuminés de Bavière, 1776, 1785
- La Main noire (Serbie)
- Ligue de la jeunesse arabe
- Marianne
- Molly Maguires
- Ordre hermétique de l'Aube dorée
- Ordre de Thémis
- Organisation Consul
- Philadelphes
- Poings de la justice et de la concorde
- Propaganda Due
- Rose-Croix
- Russell Trust Association
- Sainte-Vehme
- Société anthroposophique universelle
- Société de l'Océan noir
- Société Thulé
- Stella Matutina
- Sublimi Maestri Perfetti
- Tongmenghui
- Gelaohui (en)
- Xingzhonghui
- Guangfuhui
- Huaxinghui

## Sociétés secrètes hypothétiques ou fictives

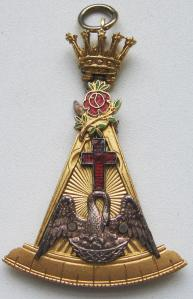
Bijou maçonnique du grade de chevalier rose-croix

- Les Chiches Capons, dans le film Les Disparus de Saint-Agil du livre éponyme
- Comité des 300
- École de la nuit
- Majestic 12
- La Mano Negra
- ODESSA
- Illuminatis
- Prieuré de Sion
- Société du Vril
- Reptile humanoïde
- Sept Cadrans, dans le roman Les Sept Cadrans d'Agatha Christie
- Société Secrète de la Théière
- SCP